# بريان ماكبرايد
بريان ماكبرايد (بالإنجليزية: Bryan McBride)‏ هو منافس ألعاب قوى أمريكي، ولد في 10 ديسمبر 1991 في لونغ بيتش في الولايات المتحدة.

## وصلات خارجية
- بريان ماكبرايد على موقع الاتحاد الدولي لألعاب القوى (الإنجليزية)
- بريان ماكبرايد على موقع الاتحاد الأمريكي لسباقات المضمار والميدان (الإنجليزية)
- بريان ماكبرايد على موقع الدوري الماسي (الإنجليزية)
- بريان ماكبرايد على موقع TFRRS.org (الإنجليزية)